# Pfaffia glomerata
Pfaffia glomerata (Spreng.) Pedersen é uma planta herbácea a arbustiva pertencente a família Amaranthaceae, endêmica da América do Sul, popularmente conhecida por ginseng-do-pantanal e canela-velha.

## Etimologia
Pfaffia – O gênero Pfaffia foi estabelecido por Martius (1826), em homenagem ao professor e médico alemão Christoph Heinrich Pfaff (1773–1852).

Glomerata – origem: latim agglomero, -are, juntar em novelo, amontoar, reunir, ligar.

## Taxonomia e Sistemática
As espécies do gênero Pfaffia distribuem-se na Região Neotropical, estendendo-se do sul do México através dos trópicos, incluindo a Bacia Amazônica até Bahía Blanca, Argentina.
Existem muitas controvérsias quanto ao número de espécies, sendo citadas entre
30 a 40 espécies, com o Brasil sendo considerado o centro de diversidade do gênero, com 21 espécies citadas. Das 20 espécies confirmadas de Pfaffia para o Brasil, 19 estão incluídas na secção Pfaffia e apenas Pfaffia glomerata pertence à secção Serturnera.

Sinônimos heterotípicos: 

- Alternanthera glauca (Mart.) Hosseus in Acad. Nac. Ci. Republ. Argent. 26: 60 (1921)
- Gomphrena dunaliana (Moq.) in A. P. de Candolle, Prodr. 13(2): 384 (1849)
- Gomphrena glauca (Mart.) Moq. in A. P. de Candolle, Prodr. 13(2): 384 (1849)
- Gomphrena luzuliflora (Mart.) Moq. in A. P. de Candolle, Prodr. 13(2): 384 (1849)
- Gomphrena stenophylla Spreng. in Syst. Veg., ed. 16. 1: 823 (1824)
- Mogiphanes dunaliana (Moq.) Griseb. in Abh. Königl. Ges. Wiss. Göttingen 24: 35 (1879)
- Mogiphanes glauca (Mart.) Griseb. in Abh. Königl. Ges. Wiss. Göttingen 24: 35 (1879)
- Pfaffia divergens O. Stützer in Repert. Spec. Nov. Regni Veg. Beih. 88: 31 (1935)
- Pfaffia dunaliana (Moq.) Schinz in Engler, H. G. A. Nat. Pflanzenfam., ed. 2. 16c: 68 (1934)
- Pfaffia fiebrigii Suess. in Repert. Spec. Nov. Regni Veg. 35: 329 (1934)
- Pfaffia glabrescens Suess. in Repert. Spec. Nov. Regni Veg. 35: 331 (1934)
- Pfaffia glauca (Mart.) Spreng. in Syst. Veg., ed. 16. 4(2): 107 (1827)
- Pfaffia glomerata var. squarrosa (O. Stützer) Pedersen in Darwiniana 14: 453 (1967)
- Pfaffia iresinoides var. angustifolia O. Stützer in Repert. Spec. Nov. Regni Veg. Beih. 88: 34 (1935)
- Pfaffia iresinoides var. luzuliflora (Mart.) Kuntze in Revis. Gen. Pl. 2: 543 (1891)
- Pfaffia luzuliflora (Mart.) D. Dietr. in Syn. Plant. 1: 868 (1839)
- Pfaffia luzuliflora var. colombiana O. Stützer in Repert. Spec. Nov. Regni Veg. Beih. 88: 37 (1935)
- Pfaffia luzuliflora var. elliptica O. Stützer in Repert. Spec. Nov. Regni Veg. Beih. 88: 36 (1935)
- Pfaffia luzuliflora f. gracilis O. Stützer in Repert. Spec. Nov. Regni Veg. Beih. 88: 34 (1935)
- Pfaffia luzuliflora var. microcephala O. Stützer ex Suess. in Repert. Spec. Nov. Regni Veg. 35: 332 (1934)
- Pfaffia luzuliflora var. paniculata O. Stützer in Repert. Spec. Nov. Regni Veg. Beih. 88: 35 (1935)
- Pfaffia luzuliflora ssp. squarrosa O. Stützer in Repert. Spec. Nov. Regni Veg. Beih. 88: 37 (1935)
- Pfaffia luzuliflora f. virgata O. Stützer in Repert. Spec. Nov. Regni Veg. Beih. 88: 36 (1935)
- Pfaffia stenophylla (Spreng.) Stuchlíkin Repert. Spec. Nov. Regni Veg. 12: 357 (1913)
- Pfaffia stenophylla var. albiramea Chodat in Bull. Soc. Bot. Genève, sér. 2, 18: 254 (1926 publ. 1927), nom. nud.
- Pfaffia stenophylla var. basilignosa Chodat in Bull. Soc. Bot. Genève, sér. 2, 18: 254 (1926 publ. 1927)
- Pfaffia stenophylla var. foliosa O. Stützer in Repert. Spec. Nov. Regni Veg. Beih. 88: 40 (1935)
- Pfaffia vana S. Moore in Trans. Linn. Soc. London, Bot. 4: 443 (1895)
- Sertuernera glauca Mart. in Nov. Gen. Sp. Pl. Bras. 2: 37 (1826)
- Sertuernera luzuliflora Mart. in Nov. Gen. Sp. Pl. Bras. 2: 39 (1826)

## Distribuição geográfica
Pfaffia glomerata é uma espécie bastante difundida no sul da América tropical e subtropical chegando até a beira austral do Rio da Prata. A espécie encontra-se distribuída na Guiana, Guiana Francesa, Suriname, Venezuela, Colômbia, Equador, Peru, Bolívia, Paraguai, Brasil, Uruguai e Argentina. No Brasil é encontrada em todas as regiões e praticamente em todos os Estados, em bordas de rios, orla de matas, com solos arenosos úmidos, em altitudes que variam de 80 a 800 metros de altitude.

## Morfologia
Pfaffia glomerata é uma herbácea a subarbustiva, de 0,40 a 2 metros de altura, perene, de caule semi-lenhoso na base, fistuloso, engrossado nos nós, estriado, roliço, glabro a piloso e semi-prostrado, com tricomas;  ramificações predominantes dicotômicas, glabras ou pubescentes, principalmente os ramos jovens e os nós. Folhas com pecíoloscurto ou até 2cm de comprimento; lâmina com forma e tamanho variando de linear-oblongas até largo-ovaladas, com 1 a 14 cm de comprimento e 0,3 a 4,5 cm de largura, sendo as superiores sempre menores; ápice acuminado ou agudo, mucronado; base decurrente; ner-
vuras mais proeminentes na face dorsal, pubescência tênue ou densa, principalmente na
face dorsal e sobre as nervuras, tricomas estrigosos, articulados; face dorsal verde-clara a azulada. As inflorescências são capituliformes, paleáceas, branco-amareladas; os pedúnculos têm 3 a 20 cm de comprimento, são pubescentes, simples, di ou tricotômicos, cimosos; capítulos globosos, com até 8 mm de diâmetro, globosos, passando a espiciformes com a queda das flores inferiores; raque lanosa. Bráctea ovada, ápice agudo ou acuminado, uninervada, mucronada, com cerca de 1 a 1,5 mm de comprimento. Bractéolas mais longas e obtusas do que as brácteas, glabras ou pouco pilosas no dorso. Flores perfeitas com 3 a 4 mm de comprimento. Tubo estaminal de 0,5 a 1mm; parte livre dos filamentos com margens fimbriadas, ápice diminutamente trilobulado, sendo o lóbulo central anterífero subulado, inteiro e maior do que os laterais subtriangulares ou quadrangulares, fimbriados; anteras de 0,3 a 0,8 mm de comprimento, oblongas, ápice algumas vezes apiculado. Ovário ovado-globoso, geralmente menor do que o tubo estaminal na antese; estigma capitado, bilobado, papiloso. Fruto cápsula monospérmica, inclusa nas sépalas; semente lenticular, embrião com radícula ascendente. Os órgãos subterrâneos, de consistência tuberosa, apresentam a parte radicular e uma caulinar, de tamanho variável. Na parte subterrânea do caule (colo) ocorrem gemas endógenas e exógenas.

## Ecologia
Pfaffia glomerata (Spreng.) Pedersen ocorre com  frequência em paratudais, carandazais, nas bordas das florestas ciliares ou de galeria e nos campos de inundação, solos argilosos ricos em cálcio e matéria orgânica; é menos freqüente em solos arenosos. Ocorre também em áreas perturbadas como campos sujos, pastagens e beiras de estrada, nas províncias biogeográficas Amazônica, Atlântica, Caatinga, Cerrado e Pampas. A espécie apresenta órgãos subterrâneos de consistência tuberosa e síndrome de dispersão anemocórica e seu sistema subterrâneo apresenta uma parte caulinar, de tamanho variável, na qual ocorrem gemas endógenas e exógenas. A espécie consegue uma brotação e floração rápida após a queimada dos campos. A ampla distribuição geográfica e abrangência de condições climáticas e edáficas, tornam-na uma erva adaptógena, devido a grande variabilidade genética de suas populações.

## Interesse econômico
As raízes de Pfaffia glomerata são usadas popularmente
como tônico, anti-tumoral, anti-inflamatório, anti-diabético, afrodisíaco e complemento alimentar, entre outros. A raiz contém ecdisteróides e outros princípios ativos com grande potencial farmacológico.